# 上低音號
上低音號泛指一群音域與長號相同，但具有三個以上按鍵的銅管乐器，一般由黄铜、磷铜等制成，常見於管樂團編制中，初學者大多都用低音谱，只有少數才用高音譜。
上低音號形狀比低音號小一些，音域和次中音長號相同，比低音號高八度，比小號低八度。上低音號一般是指粗管上低音號（Euphonium）、華格納低音號（Wagner tuba）、和細管上低音號（Baritone），廣義上亦包括按鍵長號、蛇號、低音小號和低音薩克號。
在台灣常習慣稱為「巴里東」（Baritone），但實際上樂團編制通常只有粗管上低音號（Euphonium）。中國大陸一般所稱「小低音號」是指粗管上低音號，細管上低音號則另外稱為次中音號。